# هلدینگ یاس
شرکت گروه توسعه اقتصادی یاس مشهور به هلدینگ یاس بازوی اصلی بنیاد تعاون سپاه بود که در حوزه خدمات، واسطه‌گری و مسکن فعالیت داشت. این هلدینگ در واقع نقش خزانه نیروی قدس سپاه را بازی می‌کرد. هلدینگ یاس پس از بروز مفاسد گسترده که منجر به بازداشت برخی مدیرانش در سال ۹۶ شد، منحل شد. رقم یکی از پرونده‌های فساد مرتبط با این هلدینگ ۱۳ هزار میلیارد تومان اعلام شده‌است.این هلدینگ مالک ۴۹ درصد از سهام شرکت فولاد خوزستان بود که یکی از سه قطب اصلی تولید فولاد در ایران محسوب می‌شود.

## تاریخچه
هلدینگ یاس، مجموعه‌ای از چند شرکت با فعالیت‌های متنوع اقتصادی بود که توسط گروهی از متنفذترین سرداران سپاه پاسداران و با سرمایه اولیه ۲۰ میلیارد تومان در سال ۱۳۹۴ تأسیس شد. هرچند در سال ۱۳۹۳ تفاهمنامه‌ای میان شهرداری تهران و بنیاد تعاون سپاه پاسداران امضا شده بود که براساس آن، تفاهم شد که فعالیت‌های عمرانی شهر تهران تا سقف ۲۰ هزار میلیارد تومان به هلدینگ یاس واگذار شود؛ همچنین مطابق حکم اعلام شده از سوی سازمان قضایی نیروهای مسلح، جرم‌های موجود در پرونده هلدینگ یاس از جمله «مشارکت در کلاهبرداری باندی»، «مشارکت در پولشویی» و «برداشت و تصاحب غیرقانونی وجوه» در فاصله سال‌های ۱۳۹۲ تا ۱۳۹۵ رخ داده‌است. این بدان معناست که هلدینگ یکسال پیش از امضای تفاهم‌نامه با شهرداری تهران و دو سال قبل از تأسیس رسمی آن فعال بوده‌است.
این هلدینگ در زمینه واردات تجهیزات نظامی، دور زدن تحریم‌ها، قراردادهای بازرگانی صدا و سیما، واردات تجهیزات پزشکی و ساخت و ساز در حوزه شهری فعال بود. بخشی از قراردادهای هلدینگ یاس با مشارکت بنیاد تعاون سپاه اجرایی می‌شد. خبرگزاری فارس، وابسته به سپاه پاسداران مدعی است شرکت یاس با هدف پشتیبانی از درگیری میدانی نیروی قدس سپاه پاسداران تأسیس شده بود.
هلدینگ یاس شرکت‌های زیر مجموعه متعددی داشت، از جمله پیشران کسب و کار شریف، رسا تجارت مبین، سرمایه‌گذاری توسعه ارتباطات تابا، توسعه عمران پارس آتیه، مبین سازه پارند، امید سلامت شفا و گروه تخصصی تجارت الماس مبین که در سال ۱۳۹۷ منحل شد. همچنین شرکت‌های همچون توسعه ارتباطات و فن آوری اطلاعات کیش، شرکت ارتباطی ضحی کیش، توسعه عمران پارس آتیه و سرمایه‌گذاری توسعه ارتباطات تابا به عنوان شرکت‌های مادر سهامدار هلدینگ یاس بوده‌اند.
گروه توسعه اقتصادی یاس در دی ماه سال ۱۳۹۶ منحل شد و سعید محمد، عضو سابق هیئت مدیره هلدینگ یاس، از دی ماه سال ۱۳۹۶ و میرزا حسن ذوالقدرنیا، معاون اقتصادی و سازندگی سابق سپاه پاسداران، از خرداد سال ۱۳۹۸ به عنوان بازرسان این هلدینگ در حال تسویه فعالیت کرده‌اند.

## پرونده فساد مالی
رسیدگی به پرونده فساد هلدینگ یاس از سال ۱۳۹۶ و با دستور علی خامنه‌ای، رهبر جمهوری اسلامی، توسط حسین باقری، رئیس ستاد کل نیروهای مسلح ایران، پیگیری شد. دادگاه متهمان هلدینگ یاس غیرعلنی برگزار شد و در ۲۷ اسفند ۱۳۹۹ سازمان قضایی نیروهای مسلح ایران با صدور اطلاعیه‌ای از تأیید حکم متهمان پرونده گروه اقتصادی یاس در دیوان عالی کشور خبر داد. در جریان رسیدگی به آن پرونده و بر اساس رای شعبه اول دیوان عالی کشور، عیسی شریفی، قائم‌مقام سابق شهرداری تهران به ۲۰ سال زندان، محمود سیف، عضو هیئت مدیره بنیاد تعاون سپاه به ۳۰ سال زندان و مسعود مهردادی، قائم‌مقام بنیاد تعاون سپاه به دو سال زندان محکوم شدند. محمود خاکپور از اعضای سازمان اطلاعات سپاه نیز به پنج سال و شش ماه زندان و ۴۰ ضربه شلاق محکوم شد.
عبدالله رمضان‌زاده، سخنگوی دولت محمد خاتمی حجم فساد در این پرونده را ۱۳ هزار میلیارد تومان اعلام کرده‌است. محسن هاشمی، رئیس شورای شهر تهران نیز پیش‌تر گفته بود که سپاه به عنوان ذی‌نفع در بخشی از این پرونده که مربوط به معاملات با شهرداری تهران می‌شد پذیرفته که ۴ هزار میلیارد تومان به شهرداری تهران بپردازد.
از شرکت‌های محاکمه شده در پرونده هلدینگ یاس شرکت رسا تجارت مبین است که در یک بازه زمانی کوتاه در سال ۹۳، «۱۲ هزار و ۹۰۰ میلیارد تومان» از اموال شهرداری تهران به شرکت رسا تجارت واگذار شد که قیمت این اموال بر اساس میانگین قیمت دلار در آن زمان، معادل بیش از ۴ میلیارد دلار بوده‌است. شرکت دیگر مرتبط با پرونده هلدینگ یاس شرکت تجارت الماس مبین است. طبق گفته دولت ترامپ و با هدف اعمال تحریم‌های جدید علیه ایران، این شرکت در همکاری با سپاه، تجهیزات و لوازم لازم برای جعل اسکناس را از اروپا را تأمین کرده و در معاملات اسلحه و جعل اسکناس برای تأمین نیازهای مالی مبارزان حوثی در یمن نیز نقش داشته‌است که توسط محمود سیف که در ایران با نام محسن سجادی‌نیا اداره می‌شد.
یک پرونده مهم دیگر مربوط به هلدینگ یاس مزایده سه هزار میلیارد تومانی آگهی‌های صدا و سیما بود که سال ۹۴ موجب درگیری محمد سرافراز، رئیس وقت صدا و سیما، و هلدینگ یاس و سازمان اطلاعات سپاه شد. به نوشته سرافراز، طیف هلدینگ یاس-سازمان اطلاعات سپاه این مزایده را برهم زدند و پس از آن با پرونده‌سازی او را وادار به استعفا کردند. هلدینگ یاس پس از بروز مشکلات مربوط به پرونده‌های فساد مجبور شد از این پروژه عقب‌نشینی کند و شرکت توسکا که زیرمجموعه ستاد اجرایی فرمان امام است، مسئولیت پیشبرد این پروژه را بر عهده گرفت.